# Anaxipha delicatula
Anaxipha delicatula är en insektsart som först beskrevs av Scudder, S.H. 1878.  Anaxipha delicatula ingår i släktet Anaxipha och familjen syrsor. Inga underarter finns listade i Catalogue of Life.